# Linda Emond
Linda Emond (New Brunswick, 22 maggio 1959) è un'attrice statunitense, che lavora in campo teatrale, cinematografico e televisivo.

## Biografia
Ha ricevuto tre candidature al Tony Award per il suo lavoro in Life x 3 di Yasmina Reza, per Morte di un commesso viaggiatore con Philip Seymour Hoffman e Andrew Garfield e grazie al musical Cabaret con Alan Cumming e Michelle Williams.

## Filmografia parziale

### Cinema
- Pollock, regia di Ed Harris (2000)
- Colpevole d'omicidio (City by the Sea), regia di Michael Caton-Jones (2002)
- The Dying Gaul, regia di Craig Lucas (2005)
- Dark Water, regia di Walter Salles (2005)
- North Country - Storia di Josey (North Country), regia di Niki Caro (2005)
- Across the Universe, regia di Julie Taymor (2007)
- Stop-Loss, regia di Kimberly Peirce (2008)
- Julie & Julia, regia di Nora Ephron (2009)
- Oldboy, regia di Spike Lee (2013)
- Jenny's Wedding, regia di Mary Agnes Donoghue (2015)
- 3 Generations - Una famiglia quasi perfetta (About Ray), regia di Gaby Dellal (2015)
- La famiglia Fang (The Family Fang), regia di Jason Bateman (2015)
- Indignazione (Indignation), regia di James Schamus (2016)
- The Big Sick - Il matrimonio si può evitare... l'amore no (The Big Sick), regia di Michael Showalter (2017)
- Arrivederci professore (The Professor), regia di Wayne Roberts (2018)
- Gemini Man, regia di Ang Lee (2019)
- The Unforgivable, regia di Nora Fingscheidt (2021)
- Causeway, regia di Lila Neugebauer (2022)

### Televisione
- Avvocati a Los Angeles (L.A. Law) – serie TV, episodio 6x15 (1992)
- Ragionevoli dubbi (Reasonable Doubts) – serie TV, episodio 2x11 (1993)
- Law & Order - I due volti della giustizia (Law & Order) – serie TV, 3 episodi (1996-2005)
- Una vita da vivere (One Life to Live) – serie TV (1997)
- New York Undercover – serie TV, episodio 3x20 (1997)
- I Soprano (The Sopranos) – serie TV, episodio 2x05 (2000)
- Squadra emergenza (Third Watch) – serie TV, episodio 2x13 (2001)
- Law & Order: Criminal Intent – serie TV, episodio 2x03 (2002)
- Law & Order - Unità vittime speciali – serie TV, 8 episodi (2004-2022)
- Law & Order - Il verdetto (Law & Order: Trial by Jury) – serie TV, episodio 1x05 (2005)
- Gossip Girl – serie TV, 3 episodi (2008-2009)
- The Good Wife – serie TV, 3 episodi (2010-2012)
- Unforgettable – serie TV, episodio 1x03 (2011)
- Elementary – serie TV, 3 episodi (2013)
- Succession – serie TV, episodi 3x01-3x03-3x06 (2021)
- The Gilded Age – serie TV, episodi 1x03-1x05-1x06 (2022)
- The Patient – miniserie TV, 9 puntate (2022)
- Only Murders in the Building – serie TV (2023-2024)
- Morte e altri dettagli (Death and Other Details) – serie TV, 10 episodi (2024)

## Doppiatrici italiane
Nelle versioni in italiano delle opere in cui ha recitato, Linda Emond è stata doppiata da:
- Antonella Giannini in Jenny's Wedding, Across the Universe, Only Murders in the Building
- Cinzia De Carolis in Law & Order - Il verdetto, Gemini Man, Morte e altri dettagli
- Angiola Baggi in North Country - Storia di Josey, Unforgettable
- Barbara Berengo Gardin in The Good Wife
- Loredana Nicosia in Law & Order - Criminal Intent
- Vittoria Febbi in Oldboy
- Gabriella Borri in Stop-loss
- Laura Boccanera in Causeway
- Roberta Greganti in The Patient